# Emilia Lolloh Tongi
Emilia Lolloh Tongi (* 20. Jahrhundert in Buedu, Distrikt Kailahun) ist eine sierra-leonische Politikerin der Sierra Leone People’s Party (SLPP), die seit 2018 Mitglied des Parlaments ist.

## Leben
Emilia Lolloh Tongi absolvierte eine Ausbildung im Fach Bürowissenschaften an einer Handelsschule in Frankreich und arbeitete dort an einer Bank für Kredit und internationalen Handel sowie als Sekretärin an der dortigen sierra-leonischen Botschaft. Bei der Parlamentswahl am 7. März 2018 wurde sie für die Sierra Leone People’s Party (SLPP) erstmals zum Mitglied des Parlaments gewählt sowie bei der Parlamentswahl am 24. Juni 2023 wiedergewählt und vertritt dort seither die Eastern Province. In der aktuellen Legislaturperiode seit 2023 ist sie stellvertretende Vorsitzende des Ausschusses für Fischerei und Meeresressourcen sowie Mitglied der Ausschüsse für Ernennungen und öffentlichen Dienst, für öffentliche Finanzen, für auswärtige Angelegenheiten und internationale Zusammenarbeit sowie für Beschäftigung und soziale Sicherheit.